# Acide pénicillique
L'acide pénicillique est une mycotoxine polycétide produite par diverses espèces des genres Aspergillus (par exemple Aspergillus flavus) et Penicillium (Penicillium roqueforti). C'est aussi le principal produit de la dégradation de la pénicilline en milieu acide. Sa première synthèse pratique a été rapporté en 1947 par Ralph Raphael qui travaillait sur la pénicilline durant la Seconde Guerre mondiale.

## Propriétés
L'acide pénicillique se présente sous la forme d'aiguilles qui fondent vers 83 à 84 °C. Il coexiste sous deux formes, une forme lactone et une forme cétone.
L'acide pénicillique est soluble dans l'acétone, modérément soluble dans l'eau froide (20 g·l-1) mais librement soluble dans l'eau chaude, l'alcool, l'éther, le benzène et le chloroforme. Il est légèrement soluble dans l'éther de pétrole chaud et pratiquement insoluble dans le pentane-hexane.
Son monohydrate se présente sous la forme de grands cristaux rhombiques monocliniques ou tricliniques transparents qui fondent vers 58 à 64 °C

## Activité biochimique
L'acide pénicillique induit des ruptures d'ADN simple et double brin. Il inhibe de manière irréversible la GDP-mannose déshydrogénase (DMG), une enzyme de synthèse des alginates. Il inhibe également l'aldose déshydrogénase musculaire, l'alcool déshydrogénase et la lactate déshydrogénase. Il inhibe l'apoptose induite par ligand de Fas (FasL) en bloquant l'autotraitement de la caspase 8 dans le death-inducing signaling complex (en) (DISC).

## Utilisations
L'acide pénicillique a été utilisé pour étudier l'apoptose induite par ligand de Fas et la vabilité de cellules du lymphome de Burkitt chez les cellules de Raji. Il a aussi été utilisé pour des essais biologiques de bioluminescence bactérienne  et étudier la génotoxicité des hépatocytes